# Is This It
Is This It (en español, ¿Esto es todo?) es el álbum debut de la banda de rock estadounidense The Strokes. Grabado en el estudio Transporterraum de Nueva York con el productor Gordon Raphael, el álbum se publicó por primera vez el 30 de julio de 2001 en Australia, con RCA Records como compañía discográfica. Alcanzó el segundo puesto en la lista de éxitos británica y el número 33 en el Billboard 200 estadounidense, consiguiendo el disco de platino en varios países. Las canciones "Hard to Explain", "Last Nite" y "Someday" fueron publicadas como sencillos.
En este álbum, The Strokes intentaron plasmar un rock simple que no fuera especialmente realizado en el estudio, mientras el compositor y vocalista Julian Casablancas detallaba en sus letras las vidas y relaciones de la juventud urbana. Basándose en el material de su EP debut, The Modern Age, la banda grabó sus composiciones en su mayoría mediante sesiones en vivo en el estudio. Una vez terminadas las sesiones de grabación, The Strokes se embarcaron en una gira mundial de promoción antes de su publicación. La fotografía de la portada del disco causó cierta controversia por ser demasiado explícita sexualmente y fue sustituida en el mercado estadounidense. La lista de canciones también fue modificada tras los atentados del 11 de septiembre (New York City Cops, canción que criticaba a la policía de Nueva York, fue reemplazada por When It Started).
Promocionado por la prensa musical por su sonido melódico de influencia pop, The Strokes se ganaron las alabanzas de la crítica y el éxito comercial. Is This It fue elogiado por su carisma y ritmo, que en ocasiones recordaba los trabajos de garage rock de las bandas de los años '70. Este álbum está considerado como crucial en el desarrollo de otras bandas alternativas y de la industria musical del nuevo milenio, y ha aparecido en varias listas como uno de los mejores álbumes de su década y de todos los tiempos.
La revista Rolling Stone lo posicionó #199 en su lista de los 500 mejores álbumes de todos los tiempos, #2 en los 100 mejores discos de la década del 2000, y #8 en la lista de los 100 mejores álbumes debut de todos los tiempos.

## Orígenes
En 1997, The Strokes estaba conformada por el cantante Julian Casablancas, el guitarrista Nick Valensi, el bajista Nikolai Fraiture y el batería Fabrizio Moretti. El padrastro de Casablancas y los hermanos mayores de Moretti y Fraiture introdujeron al cuarteto a la música reggae de Bob Marley, al grupo de proto-punk The Velvet Underground y a la banda de rock alternativo Jane's Addiction. Discutendo la etapa de formación del grupo, Moretti dijo: "Nuestra música era como [la música de The Doors], pero intentando ser clásica. Todos nosotros dimos clases de música e intentamos componer canciones, y cuando las pusimos en común teníamos una extraña amalgama de chorradas que pensábamos que estaban genial". En 1998, Albert Hammond Jr., a quien Casablancas conocía de cuando estuvo en el Instituto Le Rosey, en Suiza, se mudó a Nueva York para comenzar su formación en su escuela de cine y se unió a The Strokes como segundo guitarrista. Su llegada actuó de catalizador para la evolución musical y emocional de la banda.
Hacia 2000, todos los miembros de la banda tenían trabajos a tiempo parcial y ensayaban su nuevo material durante varias noches a la semana en un pequeño lugar de grabación de alquiler. En otoño de ese año, su demo llamó la atención de Ryan Gentles, un cazatalentos del local neoyorquino Mercury Lounge, en donde les programó cuatro conciertos para diciembre. Con el apoyo de su mentor personal JP Bowersock y el productor Gordon Raphael, la banda grabó tres canciones que aparecerían más tarde en Is This It: "The Modern Age", "Last Nite" y "Barely Legal". La banda conoció a Raphael en un concierto que dieron en el local Luna Lounge, en el que éste quedó sorprendido por la manera de tocar la batería de Moretti. La discográfica británica Rough Trade Records quedó impresionada por las canciones y las publicó en enero de 2001 en un EP titulado The Modern Age. La reacción de la prensa fue muy positiva y The Strokes comenzó una exitosa gira británica, seguida de varios conciertos en Estados Unidos como teloneros de Doves y Guided By Voices. Gentles dejó su trabajo para ejercer de manager de la banda a tiempo completo, y en marzo de 2001, The Strokes firmó con el sello RCA Records tras una prolongada guerra de ofertas.

## Grabación y producción
Tras el acuerdo con RCA, el grupo comenzó a trabajar con Gil Norton, que había sido productor de Pixies. Aunque había compenetración entre Norton y los miembros del grupo, éstos quedaron insatisfechos con los resultados de las primeras sesiones de grabación, ya que todo sonaba "demasiado limpio" y "demasiado pretencioso". Las tres canciones grabadas con Norton fueron desechadas. Como sucedió con The Modern Age, Is This It acabó siendo grabado con el productor Gordon Raphael en el Transportarreum, en el East Village de Manhattan. El estudio se encuentra en un sótano sin apenas iluminación, pero a pesar de las pobres instalaciones, incluía una estación de trabajo de audio digital. A la banda le agradó la falta de ego de Raphael y formaron una buena colaboración con él.
| "Recuerdo lo excitante que fue, porque creo que todos teníamos la sensación de que el mundo entero nos estuviera mirando expectante a ver qué pasaba. Nunca había tenido la oportunidad de conocer a periodistas de grandes revistas musicales, o de sellos discográficos interesados en un proyecto producido por mí, así que fue algo nuevo para todos, como un sueño hecho realidad". —Gordon Raphael sobre el proceso de grabación del disco. |

Antes de comenzar con las grabaciones, ambas partes organizaron una sesión para escuchar el material que Casablancas y Hammond habían traído para mostrar la energía y el tono que querían. Casablancas quería que Is This It sonara como "una banda del pasado que hiciera un viaje al futuro para hacer su disco". El enfoque del disco se estudió más profundamente que para The Modern Age. El grupo quería que la mayoría de las canciones sonaran como si estuvieran tocando en directo, y pidieron que las demás sonaran como "una extraña producción de estudio con una caja de ritmos, aunque no hubiera ninguna caja de ritmos". Las canciones del último tipo fueron confeccionadas pista a pista, sin los arreglos estándar de rock. La experiencia de Raphael en música industrial jugó un papel importante en la concepción del disco.
Durante las seis semanas de grabación en el estudio, el sonido abrasivo que The Strokes querían conseguir se convirtió en el objetivo de las sesiones. La banda normalmente sólo grababa las canciones una vez, basándose en la preferencia de Casablancas por la "eficacia cruda". Se usaron pedales Pro Co RAT y amplificadores con distorsión "cogiendo los sonidos, desintegrándolos y volviéndolos a recomponer". La banda quería que todo se acentuara sólo ligeramente, sin incluir grandes efectos de estudio, por lo que sólo se hizo uso de la distorsión y del eco invertido. A lo largo del proceso, Raphael improvisó con las reacciones que obtenía del grupo. En cierto punto tuvo que hacer frente a una amenaza de desahucio de su estudio Transporterraum, pero cuando The Strokes recibieron apoyo de RCA, el tiempo y el dinero dejaron de ser un problema. El delegado de A&R de la discográfica estaba inicialmente en desacuerdo con lo que la banda había grabado y pensaba que el álbum no iba a ser lo suficientemente profesional. El productor y la banda consiguieron el control completo sólo cuando Casablancas convenció al delegado enseñándole parte del nuevo material en un radiocassette.
Inspirándose en la producción de The Velvet Underground y en el enfoque directo de Ramones, la distribución de los micrófonos en la batería se hizo sólo con tres: uno sobre ella, uno para el bombo y otro en la esquina del estudio. Fue diseñada para capturar "un sonido comprimido y explosivo". Siguiendo el consejo de Moretti, el sonido de las dos guitarras y el bajo captados por el conjunto de micrófonos de la batería no fue eliminado. Las guitarras se grabaron de manera más simple. Hammond y Valensi emplearon amplificadores Fender DeVille en lados opuestos de la habitación, mientras Raphael colocaba un micrófono en cada uno de ellos. De este modo, el sonido llegaba directamente al preamplificador sin ecualización. Valensi comentó que el profesor de guitarra y mentor Bowersock fue de ayuda inestimable, ya que conseguía transmitir ideas al productor que el grupo no era capaz de transmitir. Mientras el resto del grupo tocaba una click track, Casablancas cantaba a través de un pequeño amplificador de prácticas Peavey para darle un matiz de baja fidelidad a la grabación. Raphael fue el encargado de las mezclas, ya que consintió en mantener el control de la grabación hasta la última etapa de masterización; el productor quería mostrarle a la banda un producto final tan pronto como ésta terminase de tocar una pista.

## Promoción y lanzamiento

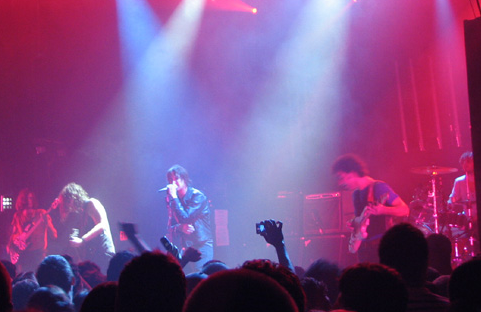
The Strokes en concierto en 2006.

Tras la finalización del álbum, The Strokes tocaron un concierto cada miércoles de mayo de 2001 en Philadelphia. La banda reveló la lista de canciones de Is This It el 15 de mayo. También se confirmó una gira como cabezas de cartel por el Reino Unido e Irlanda, y casi inmediatamente después de este anuncio se agotaron las entradas de algunos de los conciertos. La canción "Hard to Explain" se eligió como primer sencillo, siendo publicada el 25 de junio para que coincidiese con la gira. En aquella época, Moretti dijo: "En Gran Bretaña la gente es mucho más receptiva... Estoy deseando volver, la gente disfrutó con cada concierto que dimos allí. Hay un montón de gente en Estados Unidos que cree que lo hemos tenido demasiado fácil, pero ni siquiera ha escuchado la música".
Después del concierto de The Strokes del 20 de junio en Glasgow, Moretti sufrió una inoportuna caída y fue hospitalizado con una mano rota. Dos de los cinco últimos conciertos en el Reino Unido fueron cancelados y un amigo del grupo, Matt Romano, voló hasta Inglaterra para sustituir al batería lesionado en los demás conciertos. En un comunicado de prensa, Gentles expresó: "Sólo iban a seguir si pensaban que estaban al 100% después de ensayar con Matt, ya que no querían ofrecer nada peor a sus fans". Con Romano como sustituto, la banda consiguió resolver los compromisos pendientes. Las versiones en directo de "Hard to Explain", su cara B "New York City Cops" y "Last Nite" se emitieron en el programa británico de televisión Top of the Pops el 6 de julio. The Strokes actuaron como cabezas de cartel en el festival T in the Park de Escocia el 7 de julio después de que el grupo de rock Weezer decidiese no participar. El grupo pasó gran parte del mes de julio tocando en distintos lugares de la costa oeste de Estados Unidos y Canadá.
Is This It se publicó en Australia el 30 de julio de 2001 para aprovechar la reciente gira de la banda por este país. La grabación llegó a las principales webs de Australia para su descarga por streaming a través de la distribuidora de la banda, BMG, y permaneció allí incluso después de la publicación en CD. Geoff Travis, director de la compañía de The Strokes en el Reino Unido, Rough Trade Records, comentó que el continente australiano había tenido una "dispensa especial" y que se había puesto una prohibición a la exportación del disco para asegurarse que no hubiera interferencias con los planes de publicación en el resto del mundo. La fecha de publicación en Japón, 22 de agosto, fue pensada para que coincidiese con dos conciertos extraordinarios en el Summer Sonic Festival, mientras que la publicación en Gran Bretaña, el 27 de agosto, coincidió con los festivales de Reading y Leeds. Los atentados del 11 de septiembre en Nueva York retrasaron la actuación del grupo en el maratón musical de CMJ, y movió la fecha de lanzamiento del álbum del 25 de septiembre al 9 de octubre. Una canción nueva, "When It Started", sustituyó a "New York City Cops" en la versión en CD del álbum después de que The Strokes fueran testigos de la "valiente respuesta" del departamento de policía de la ciudad durante la tragedia. Según Fraiture: "Pensamos que el mensaje exhibido en esta canción podría ser mal interpretado en Estados Unidos debido a la sensibilidad extrema hacia todo lo relacionado con el entorno de la ciudad". La edición en vinilo conservó la lista original.

## Presentación
El trabajo artístico original del álbum corrió a cargo de Colin Lane, y presenta en la portada una fotografía de la nalga y la cadera de una mujer, con una mano con guante de piel descansando sugerentemente sobre ella. Posteriormente se reveló que la modelo era la novia de Lane por aquel entonces, quien explicó que la sesión de fotos había sido espontánea y sucedió cuando salió desnuda de la ducha. Lane recordó que un estilista se había dejado el guante en su apartamento y dijo: "Hicimos alrededor de diez fotos. No hubo una inspiración real, sólo intentaba hacer una foto sexy". El resultado se incluyó en el libro The Greatest Album Covers of All Time, en el que Grant Scott, uno de los editores, percibió influencias de los atrevidos trabajos de Helmut Newton y Guy Bourdin. Scott concluyó: "O bien es una portada elegante o gráficamente fuerte, o bien es una parodia sexista de Smell the Glove". Aunque las cadenas británicas de pequeños establecimientos HMV y Woolworths se quejaron de la naturaleza polémica de la fotografía, vendieron el álbum sin ninguna corrección.
El grupo no incluyó a propósito el signo de interrogación final del título del disco porque estéticamente "no quedaba bien". El librillo interior del disco incluye estilizados retratos por separado de The Strokes, Raphael, Gentles y Bowersock, todos ellos fotografiados por Lane. La portada original fue censurada en Estados Unidos. Para el mercado estadounidense y la edición de octubre de 2001, la portada del disco se cambió por una en la que aparecía una toma microscópica de una colisión de partículas. El encargado de producción de RCA, Dave Gottlieb, comentó que fue "una decisión sólo de la banda", y Gentles indicó que Casablancas había dicho que quería que esa fotografía fuera la elegida en todas las ediciones. Según el representante de la banda, el cantante le llamó por teléfono antes de la edición en Japón y Europa diciendo: "He encontrado algo incluso mejor que la foto del culo". Sin embargo, en aquel momento la fotografía de Lane ya estaba en las imprentas y fue incluida en las versiones de julio y agosto de 2001. La biografía de The Strokes de 2003 menciona el miedo a objeciones de parte de la conservadora industria de pequeños establecimientos y el lobby de derechas como la razón detrás de la alteración de la portada.

## Composición

### Letras

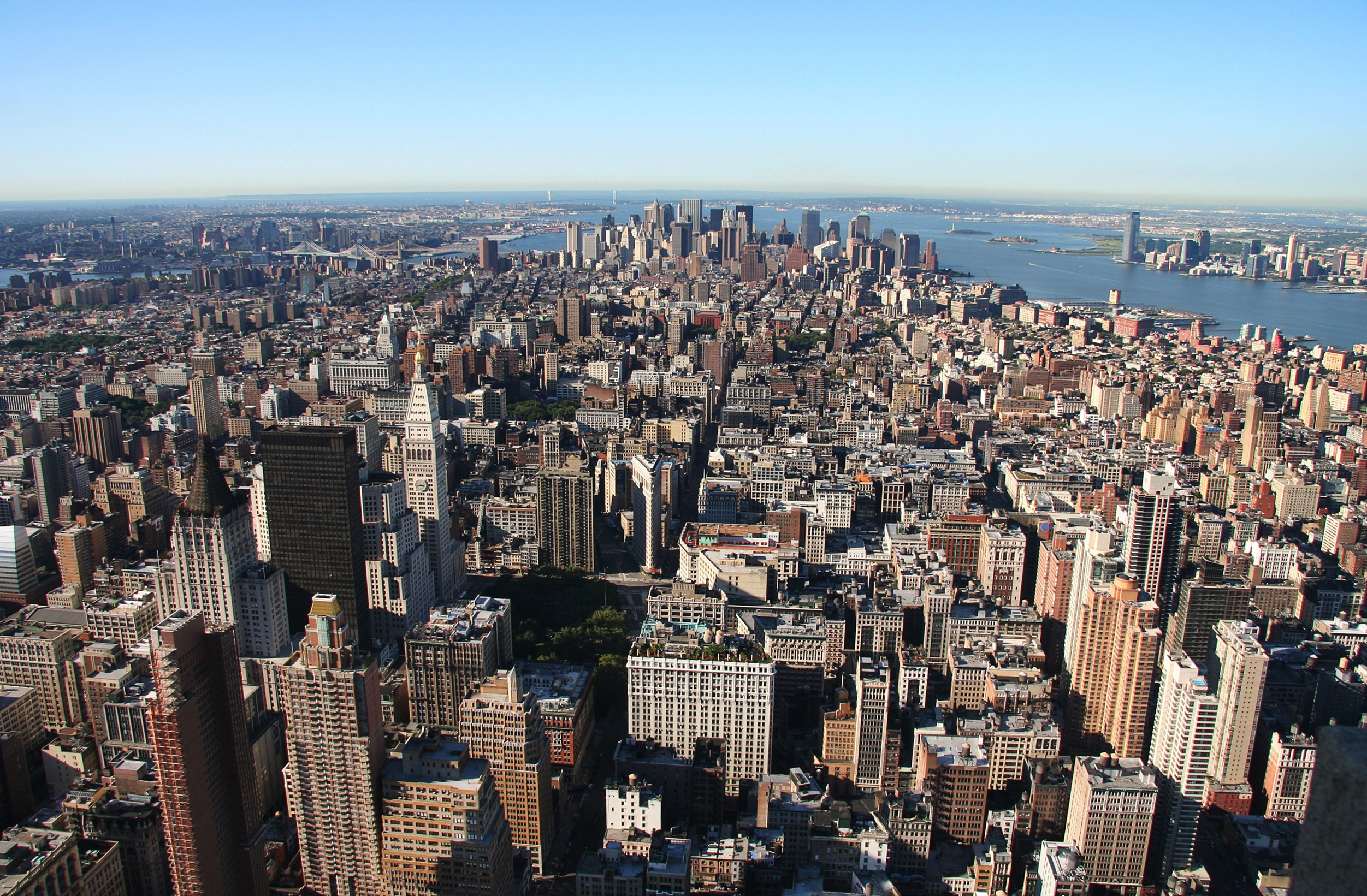
La ciudad de Nueva York fue una de las principales inspiraciones de Julian Casablancas a la hora de escribir las letras del disco.

La forma de escribir de Casablancas describe la vida en Nueva York y las relaciones que se forman en una metrópolis tan grande. Ejemplificando esta temática, "The Modern Age" es una diatriba sobre lo raro de la vida moderna. "Barely Legal" trata sobre una chica que acaba de llegar a la edad de consentimiento sexual. Discutiendo la naturaleza subida de tono de este tema, Moretti expresó: "Debe tomarse según uno lo interprete. Las letras significan cosas diferentes para personas diferentes". "Alone, Together" continúa con la temática sexual soltando indicios sobre el cunnilingus, mientras que el aullido al comienzo de "New York City Cops" fue incluido como parodia de la banda de rock Aerosmith. Durante las sesiones de estudio, Casablancas grabó pistas recitando líneas de cómic, y algunas de estas se usaron en el proceso de mezclado del álbum.

### Música
| "Yo sólo quería tocar música que llegase a la gente. [Como] compositor, tocas unos pocos acordes y cantas una melodía que la han tocado mil veces y ya eres un cantautor. Creo que cuesta un poco más hacer algo que importe. Y ojalá escribiese una canción en la que todas las partes funcionaran. Cuando escuchas una canción de esas, es como encontrar un amigo nuevo". —Julian Casablancas |

Hablando de por qué todas las canciones están compuestas por Casablancas, Fraiture explicaba: "Al principio todos componíamos; nos pasábamos las canciones unos a otros hasta que poco a poco vimos que trabajábamos mejor las de Julian. Brillaban más". Todas las canciones de Is This It se mezclaron usando once pistas de sonido o menos. Según Valensi, el álbum no contiene "ningún artificio, ningún truco" para intentar conseguir que al público le atrayesen las composiciones. Comienza con la canción homónima, que presenta una línea de percusión simple, recordando a un metrónomo, una idea recurrente a lo largo del disco. Con uno de los tempos más lentos, "Is This It" es un intento de balada. Tras ella aparece "The Modern Age", con un prominente riff de guitarra acompañado por un ritmo de batería complementario. Su estrofa en staccato antecede a un alegre estribillo y un solo de guitarra técnicamente complicado. Discutiendo la simplicidad del álbum y su calculado enfoque, Valensi comentó: "No ponemos ahí un solo de guitarra sólo por tener uno". "Soma" incorpora un ritmo errático y empieza y acaba con el mismo sonido de guitarra y batería, mientras que "Barely Legal" contiene algunas de las melodías de guitarra más suaves, tomando inspiración del britpop, así como patrones rítmicos que recuerdan el sonido de las primitivas cajas de ritmos de los años 80.
La quinta pista del disco, "Someday", incluye elementos del rockabilly y líneas de guitarra entrelazadas, siendo este último un recurso común en Is This It. "Alone, Together" está gobernada por un ritmo staccato y alcanza un clímax primero con un solo de guitarra y después con una repetición del gancho central. "Last Nite" es también una canción dominada por las guitarras, pero apoyada en influencias provenientes del pop. En su núcleo hay líneas de reggae tocadas por Hammond en la guitarra rítmica, así como efectos de sonido de estudio. La sección rítmica toca simples notas entrelazadas. Al igual que en "Soma", "Hard to Explain" contiene pistas de percusión procesadas usando un compresor y técnicas de ecualización de estudio para hacerlas sonar como si fueran de una caja de ritmos. Esta canción incorpora extras incluidas ad líbitum por Casablancas, un recurso que también empleó en "New York City Cops". "Trying Your Luck", el momento más delicado del álbum, es la canción que precede mostrando una voz más melancólica. La última canción, "Take It or Leave It", de naturaleza más agresiva, es la única en la que Hammond utiliza la palanca de su Fender Stratocaster.

### El papel de JP Bowersock
Considerado por parte de los fanes y de la prensa como "el sexto Stroke", JP Bowersock fue una de las claves en la concepción de Is This It, hasta tal punto en que los mismos miembros de The Strokes (especialmente Casablancas, Valensi, y Hammond, Jr.) resaltaron la importancia que tuvo para la composición y la ejecución de los temas que acabaron en el disco, tanto antes como durante las sesiones de grabación. Profesor de guitarra de Albert y posteriormente también de Julian y Nick, Bowersock jugó un papel fundamental en la creación de las características partes de guitarra del disco, pero especialmente en la composición de los solos, cosa que, finalmente, él mismo admitió en 2011, coincidiendo con el décimo aniversario del lanzamiento del disco. Su influencia abarca hasta tal punto que Valensi, pese a ser de lejos el instrumentista más avanzado de los tres por aquel entonces, también valoraba su consejo. Con todo esto, Bowersock fue parte del contrato de RCA Records para la creación del disco, participando como profesor, consultor de ejecución y producción y siendo finalmente acreditado como "gurú" en el LP.
La estrecha relación de Bowersock con la banda todavía se mantendría posterior al disco, ya que continuó siendo profesor de Albert durante un tiempo. Además, también acabó participando como consultante en el siguiente LP de la banda, Room on Fire, volviendo a ser acreditado en su lista de personal como "sensei" en su contraportada. También esta vez, los miembros de la banda recurrirían a su consejo.

## Recepción

### Comercial
Is This It fue un éxito comercial y entró en el número dos en el Reino Unido tras vender 48 393 copias en la primera semana. El álbum alcanzó el puesto 71 en el UK Albums Chart de 2001 y consiguió un disco de oro de la British Phonographic Industry tras entrar continuamente en la lista desde su publicación en agosto hasta el final del año. En Estados Unidos, Is This It entró en el puesto número 74 después de vender 16 000 unidades en la primera semana. Se vendieron 20 000 copias por semana en Estados Unidos entre octubre de 2001 y enero de 2002, cuando una actuación de la banda en el programa nacional Saturday Night Live provocó un aumento temporal en las ventas. Este aumento del 60% permitió que el álbum alcanzara su cima en el puesto 33 del Billboard 200, cuando antes había llegado al 63.
Is This It consiguió el disco de oro según la Recording Industry Association of America en febrero de 2002 por vender más de 500 000 copias en Estados Unidos, así como según la Canadian Recording Industry Association en abril por vender más de 50 000 unidades en Canadá. En 2002, el álbum consiguió el estatus de disco de platino en el Reino Unido y Australia por ventas superiores a 500 000 y 70 000 copias, respectivamente. El número medio de ejemplares vendidos por semana en Estados Unidos era de 7 000 hacia octubre de 2002, cuando la reedición del disco junto con un DVD extra causó un incremento en las ventas. Is This It alcanzó el disco de platino en Canadá en 2004 tras conseguir vender 100 000 unidades en este país. Al comienzo de 2006, el disco había vendido más de 600 000 copias en el Reino Unido y más de un millón en Estados Unidos.

### Crítica
La respuesta de los medios a Is This It fue extremadamente favorable. La página web colaborativa Metacritic indica una nota normalizada de 90 basada en 25 reseñas. Joe Levy de Rolling Stone explicó que el disco está "hecho del material de las leyendas", y lo resumió como "más alegre e intenso que cualquier otra cosa que haya escuchado este año". Robert Christgau, escribiendo para The Village Voice, describió a The Strokes como "una gran banda de groove", recalcando que "los ritmos implosionan, chocando/resolviendo con brevedad punk y una falsa y cojonuda simplicidad". En una reseña con una puntuación de 10 sobre 10, el crítico John Robinson de NME indicó que Is This It era uno de los mejores LP de debut de una banda de rock en 20 años. En contraste, Jon Monks de Stylus comentó que su superficialidad impide que pueda ser nunca considerado como un "clásico". En una reseña favorable, David Browne de Entertainment Weekly admitió que él no sabía si The Strokes tendrían un impacto prolongado, pero remarcó que en aquel momento, el disco "simplemente suena bien, y a veces eso es suficiente".
Mark Lepage de Blender aseguró que Is This It es similar a los trabajos de bandas de los años 70 como The Velvet Underground, Television y The Feelies. Ryan Schreiber de Pitchfork Media sugirió que, mientras que el trabajo de The Velvet Underground es una inspiración obvia para The Strokes, la única semejanza con otros grupos es la confianza con la que tocan. Heather Phares de Allmusic expresó: "Por descontado, con su encanto de alta costura y sus impecables influencias... tienen escrito por todos lados que son los favoritos de la crítica. Pero al igual que los igualmente aclamados Supergrass y Elastica antes que ellos, The Strokes no copian los sonidos que les inspiran, sino que los reutilizan en su propio estilo". Por su parte, el portal español Jenesaispop indicó en su reseña del disco: "De alguna manera los Strokes revitalizan algunas temáticas muertas desde la desaparición de la generación X y consiguen que hablar sobre estar perdido en la vida vuelva a molar". Además, elogió la producción de Raphael diciendo que el disco suena "clásico y moderno al mismo tiempo".
Is This It fue nombrado como el mejor álbum de 2001 por Billboard, CMJ, Entertainment Weekly, NME, Playlouder y Time. Magnet y The New Yorker lo incluyeron en sus respectivas listas cortas sin numerar de los mejores discos publicados ese año. También apareció en las primeras posiciones de otras listas de finales de año: en el número dos de The Herald, en el número tres de Mojo, en el número cinco de The New York Times, en el número ocho de Rolling Stone y USA Today y en el número nueve de The Boston Phoenix. El álbum apareció en el segundo puesto de la lista Pazz & Jop de The Village Voice tras "Love and Theft" de Bob Dylan, una lista en la que participaron 621 críticos. En 2002, fue nombrado como Mejor Álbum en los NME Awards y como Mejor Álbum Internacional en los Meteor Music Awards. También fue nominado en esta última categoría en los Brit Awards, en los que The Strokes ganaron el premio al Mejor Debutante Internacional y recibió una nominación como Mejor Grupo Internacional. En ese mismo año, el quinteto ganó el premio a Banda del Año y Mejor Debutante en los NME Awards, y fue nominado en la última categoría en los MTV Europe Music Awards.

## Legado

### Influencia
Gary Mulholland de The Observer considera que el lanzamiento de Is This It fue un "momento que cambió el mundo" y nota que su impacto fue "inmediato y dramático" tanto en el ámbito musical como en el de la moda. Zane Lowe de BBC Radio 1 sugiere que el álbum cambió la opinión popular sobre música de DJs y música pop a "pantalones pitillo y guitarras", "el patrón del rock hoy en día". Tam Gunn de FACT coincide con esto, y explica que ello "causó un mar de cambios" en la música mainstream de Estados Unidos y el Reino Unido, mientras que Anthony Miccio de Stylus señala que el éxito de The Strokes creó el contexto comercial necesario para que floreciesen "otros new-wavers". Rolling Stone escribe que Is This It inspiró una "revolución andrajosa" en Gran Bretaña, liderada por The Libertines y Arctic Monkeys, y continuó con su influencia en los Estados Unidos con bandas como Kings of Leon. The Observer comparte una visión similar y concluye que "una buena camada de herederos", como The Libertines y Franz Ferdinand, no habrían existido ni hubieran tenido éxito si The Strokes no hubieran revitalizado "la obsesión del rock con pasar un buen rato". Jared Followill, componente de Kings of Leon, declaró que este álbum fue una de las principales razones por las que decidió formar una banda, proclamando: "La canción homónima tiene una de las primeras líneas de bajo que aprendí... Tenía sólo 15 años en ese momento".
Jed Gottlieb de Boston Herald argumenta que, aunque Is This It fue sustancialmente influyente, su mayor éxito fue el de modernizar la industria musical y hacer que los delegados de A&R ojeasen y promocionasen a las bandas alternativas. Gunn relaciona el éxito de la música alternativa en las listas británicas en esa década a este álbum, pero nota que "los imitadores" nunca podrán igualar la atención al detalle y la emoción sincera de The Strokes. Mulholland añade que incluso las estrellas de pop de la década que redescubrieron la música disco, el electro y el synthpop están en deuda con el disco, porque su éxito comercial "hizo que todos los olvidados experimentos de art-pop de finales de los 70 y principios de los 80 se pongan otra vez de moda y estén listos para su reinvención". Hamish MacBain de NME escribe que "el mundo occidental ha avanzado, y ahora se mueve al ritmo de Is This It", mientras que Joe Colly de Pitchfork Media sugiere, refiriéndose al éxito en crítica y público del disco, que "estas cosas sólo te pasan una vez en la vida". Gunn concluye que, mientras que el hecho de que sea el álbum de rock más influyente de la década del 2000 puede ser "una espada de doble filo" por culpa de imitadores de mala calidad, su status como mejor álbum pop de la década no debería ponerse en duda.

### Galardones
Is This It ha sido incluido en numerosas listas de publicaciones especializadas. Fue incluido en el número 7 por NME en su lista 100 Best Albums (2003), en el puesto 199.º por Rolling Stone en su lista actualizada sobre los 500 mejores álbumes de la historia, en el número 100 por Spin en la lista 100 Greatest Albums, 1985-2005 (2005), en el cuarto puesto de la lista Top 50 Albums of 2000-2005 de Stylus, en el número 48 de The 50 Albums That Changed Music de The Observer (2006), en el puesto 33º de la lista 100 Modern Classics, 1993–2006 de Mojo, en el puesto número 21 por la revista Q en la lista 21 Albums That Changed Music de 2007, y en el 34º lugar de la lista 100 Best Albums, 1983–2008 de Entertainment Weekly (2008).
Asimismo, Is This It apareció en el primer lugar como el mejor disco de la década según NME y Jenesaispop, así como en el segundo lugar de una similar de Rolling Stone por detrás de Kid A de Radiohead. Además, fue considerado como el segundo mejor de la década en una lista de 100 discos por la revista FACT tras Untrue de Burial, apareciendo también en el tercer puesto de la lista 20 Best Albums of the 2000s de Billboard, en el cuarto de la lista Albums of the Decade de The Observer, en el quinto lugar de la lista The 150 Greatest Albums Of The 21st Century de Uncut, en el número seis de la lista The 100 Best Pop Albums of the Noughties de The Times, en el séptimo puesto de la lista The Top 200 Albums of the 2000s de Pitchfork Media, y en el número seis de la lista de los mejores álbumes de la década pasada de la revista Stylus confeccionada en 2010. Del mismo modo, Is This It fue incluido en el libro 1001 Albums You Must Hear Before You Die y en la lista del mismo nombre del periódico The Guardian.

## Lista de canciones
Todas las canciones fueron escritas por Julian Casablancas.

| N.º   | Título                | Duración |  |
| 1.    | «Is This It»          | 2:35     |  |
| 2.    | «The Modern Age»      | 3:32     |  |
| 3.    | «Soma»                | 2:38     |  |
| 4.    | «Barely Legal»        | 3:58     |  |
| 5.    | «Someday»             | 3:05     |  |
| 6.    | «Alone, Together»     | 3:12     |  |
| 7.    | «Last Nite»           | 3:18     |  |
| 8.    | «Hard to Explain»     | 3:45     |  |
| 9.    | «New York City Cops»  | 3:36     |  |
| 10.   | «Trying Your Luck»    | 3:28     |  |
| 11.   | «Take It or Leave It» | 3:16     |  |
| 36:28 |                       |          |  |

- En la versión en CD de Estados Unidos, "When It Started" reemplaza a "New York City Cops".
- El DVD extra en la reedición de octubre de 2002 contiene los vídeos musicales de los tres sencillos y dos actuaciones en directo de la banda en MTV2.

### Lista de pistas del DVD
1. "Last Nite" (music video)
2. "Hard to Explain" (music video)
3. "Someday" (music video)
4. "New York City Cops" (MTV2 outtake)
5. "The Modern Age fierriza" (MTV2 outtake)

## Personal
| The Strokes - Julian Casablancas – voz - Albert Hammond, Jr. – guitarra eléctrica - Nick Valensi – guitarra eléctrica - Nikolai Fraiture – bajo - Fabrizio Moretti – batería | Producción - JP Bowersock – consultor - Greg Calbi – masterización - Gordon Raphael – productor, mezcla Diseño - Colin Lane – fotografía, trabajo artístico (no en EE. UU. y Canadá) - CERN – trabajo artístico (EE. UU. y Canadá) |

## Posiciones en las listas de éxitos
| País (2001–2002)        | Puesto más alto |
| ----------------------- | --------------- |
| Billboard 200 (EE. UU.) | 33              |
| Reino Unido             | 2               |
| Australia               | 5               |
| Bélgica (Flandes)       | 47              |
| Francia                 | 19              |
| Alemania                | 28              |
| Países Bajos            | 54              |
| Nueva Zelanda           | 23              |
| Noruega                 | 2               |
| Suecia                  | 3               |

| Sencillo          | Puesto más alto | Puesto más alto | Puesto más alto |
| Sencillo          | U.S. Mod. Rock  | UK              | AUS             |
| ----------------- | --------------- | --------------- | --------------- |
| "Hard to Explain" | 27              | 16              | —               |
| "Last Nite"       | 5               | 14              | 47              |
| "Someday"         | 17              | 27              | —               |